# Guangzhou International Women's Open 2011
Guangzhou International Women's Open 2011 (також відомий під назвою WANLIMA Guangzhou International Women's Open за назвою спонсора) — жіночий тенісний турнір, що проходив на кортах з твердим покриттям. Це був 8-й за ліком Guangzhou International Women's Open. Належав до категорії International у рамках Туру WTA 2011. Відбувся в Гуанчжоу (КНР). Тривав з 19 до 24 вересня 2011 року.

## Переможниці

### Одиночний розряд
Шанелль Схеперс —  Магдалена Рибарикова, 6–2, 6–2
- Для Схеперс це був 1-й титул за кар'єру. Вона стала першою володаркою титулу WTA після того, як 2003 року це вдалось Аманді Кетцер.

### Парний розряд
Сє Шувей /  Чжен Сайсай —  Чжань Цзіньвей /  Хань Сіньюнь, 6–2, 6–1

## Учасниці

### Сіяні
| Країна     | Гравчиня             | Рейтинг1 | Сіяна |
| ---------- | -------------------- | -------- | ----- |
| Росія      | Марія Кириленко      | 28       | 1     |
| Австралія  | Ярміла Ґайдошова     | 30       | 2     |
| Росія      | Ксенія Первак        | 52       | 3     |
| Хорватія   | Петра Мартич         | 54       | 5     |
| Сербія     | Бояна Йовановські    | 56       | 6     |
| Італія     | Альберта Бріанті     | 58       | 6     |
| ПАР        | Шанелль Схеперс      | 69       | 7     |
| Словаччина | Магдалена Рибарикова | 72       | 8     |

- 1 Посів ґрунтується на рейтингові станом на 12 вересня 2011.

### Інші учасниці
Нижче подано учасниць, що отримали вайлд-кард на вихід в основну сітку:
- Лу Цзінцзін
- Сунь Шеннань
- Чжен Сайсай

Нижче наведено гравчинь, які пробились в основну сітку через стадію кваліфікації:
- Заріна Діяс
- Сє Шувей
- Сюй Їфань
- Чжао Їцзін